# Wijken en buurten in Brummen
De Nederlandse gemeente Brummen is voor statistische doeleinden onderverdeeld in wijken en buurten. De gemeente is verdeeld in de volgende statistische wijken:
- Wijk 01 Empe (CBS-wijkcode:021301)
- Wijk 02 Tonden (CBS-wijkcode:021302)
- Wijk 03 Brummen (CBS-wijkcode:021303)
- Wijk 04 Leuvenheim (CBS-wijkcode:021304)
- Wijk 05 Hall (CBS-wijkcode:021305)
- Wijk 06 Eerbeek (CBS-wijkcode:021306)

Een statistische wijk kan bestaan uit meerdere buurten. Onderstaande tabel geeft de buurtindeling met kentallen volgens het Centraal Bureau voor de Statistiek (2008):
| CBS-buurtcode | Buurtnaam                    | Inwonertal | Opp. totaal (ha) | Opp. land (ha) | Ligging                |
| ------------- | ---------------------------- | ---------- | ---------------- | -------------- | ---------------------- |
| BU02130100    | Empe kern                    | 250        | 13               | 13             | Locatie in de gemeente |
| BU02130101    | Verspreide huizen Empe       | 370        | 638              | 638            | Locatie in de gemeente |
| BU02130102    | Dovenkamp                    | 80         | 166              | 157            | Locatie in de gemeente |
| BU02130200    | Tonden                       | 370        | 808              | 808            | Locatie in de gemeente |
| BU02130300    | Brummen Centrum              | 1430       | 57               | 57             | Locatie in de gemeente |
| BU02130301    | Brummense Enk West           | 1360       | 29               | 29             | Locatie in de gemeente |
| BU02130302    | Brummense Enk Oost           | 1820       | 31               | 31             | Locatie in de gemeente |
| BU02130303    | De Pothof                    | 830        | 16               | 16             | Locatie in de gemeente |
| BU02130304    | Koppelenburg                 | 470        | 20               | 20             | Locatie in de gemeente |
| BU02130305    | Verspreide huizen Brummen    | 70         | 278              | 276            | Locatie in de gemeente |
| BU02130306    | Rhienderen Kern              | 640        | 28               | 28             | Locatie in de gemeente |
| BU02130307    | Rhienderen Noord             | 40         | 19               | 19             | Locatie in de gemeente |
| BU02130308    | Rhienderense Enk             | 130        | 11               | 11             | Locatie in de gemeente |
| BU02130309    | Elzenbos                     | 400        | 16               | 16             | Locatie in de gemeente |
| BU02130310    | Hazenberg                    | 30         | 27               | 27             | Locatie in de gemeente |
| BU02130311    | Verspreide huizen Rhienderen | 110        | 111              | 111            | Locatie in de gemeente |
| BU02130312    | Rhienderense Broek           | 200        | 208              | 208            | Locatie in de gemeente |
| BU02130313    | Oeken kern                   | 130        | 10               | 10             | Locatie in de gemeente |
| BU02130314    | Verspreide huizen Oeken      | 370        | 498              | 498            | Locatie in de gemeente |
| BU02130315    | Wapsum                       | 40         | 287              | 287            | Locatie in de gemeente |
| BU02130316    | Voorstonden                  | 100        | 382              | 380            | Locatie in de gemeente |
| BU02130317    | Cortenoever                  | 260        | 1059             | 999            | Locatie in de gemeente |
| BU02130400    | Leuvenheim kern              | 540        | 41               | 41             | Locatie in de gemeente |
| BU02130401    | Verspreide huizen Leuvenheim | 90         | 332              | 314            | Locatie in de gemeente |
| BU02130402    | Lichtenbelt                  | 60         | 369              | 369            | Locatie in de gemeente |
| BU02130500    | Hall kern                    | 340        | 17               | 17             | Locatie in de gemeente |
| BU02130501    | Verspreide huizen Hall       | 300        | 869              | 862            | Locatie in de gemeente |
| BU02130502    | Cellenrijk                   | 210        | 460              | 453            | Locatie in de gemeente |
| BU02130600    | Eerbeek centrum              | 770        | 34               | 34             | Locatie in de gemeente |
| BU02130601    | Lombok                       | 1230       | 23               | 23             | Locatie in de gemeente |
| BU02130602    | Noorderenk                   | 1920       | 35               | 35             | Locatie in de gemeente |
| BU02130603    | Werfakker                    | 1460       | 26               | 26             | Locatie in de gemeente |
| BU02130604    | Veldkant                     | 150        | 43               | 43             | Locatie in de gemeente |
| BU02130605    | Eerbeekse Enk                | 3300       | 60               | 60             | Locatie in de gemeente |
| BU02130606    | Eerbeek Zuid                 | 150        | 63               | 63             | Locatie in de gemeente |
| BU02130607    | Het Hungeling                | 240        | 66               | 66             | Locatie in de gemeente |
| BU02130608    | Wilhelminapark               | 340        | 55               | 55             | Locatie in de gemeente |
| BU02130609    | Verspreide huizen Eerbeek    | 440        | 517              | 517            | Locatie in de gemeente |
| BU02130610    | Coldenhove                   | 160        | 789              | 789            | Locatie in de gemeente |